# Symphyllia hassi
Symphyllia hassi е вид корал от семейство Mussidae. Видът е уязвим и сериозно застрашен от изчезване.

## Разпространение и местообитание
Разпространен е в Австралия, Британска индоокеанска територия, Джибути, Еритрея, Йемен, Индия, Индонезия, Мадагаскар, Малайзия, Малдиви, Мианмар, Нова Каледония, Оман, Папуа Нова Гвинея, Сингапур, Соломонови острови, Сомалия, Тайланд, Фиджи, Филипини и Шри Ланка.
Обитава океани, заливи и рифове.